# جائزة الأوسكار لأفضل صوت
جائزة الأوسكار لأفضل صوت (بالإنجليزية: Academy Award for Best Sound)‏ هي جائزة سنوية تمنح لأفضل صوت سينمائي في العام، تم تسليم الجائزة لأول مرة في الحفل الثالث للأوسكار وهي تقدم للاشخاص أو الشركات.